# Célestin Gilleman
Célestin Gilleman, né à Huy le 16 janvier 1845 et mort à Genappe le 23 novembre 1908, est un artiste peintre réaliste, un aquarelliste et un pastelliste belge.
Il est paysagiste et peintre de marines.

## Biographie

### Famille
Né à Huy, à la caserne de gendarmerie, le 16 janvier 1845, Célestin Guillaume Gilleman est le fils de Pierre François Gilleman (1794-1853), maréchal des logis à la gendarmerie, et de Thérèse François (1807-1893), mariés en 1826.

### Carrière
Aux environs de 1870, Célestin Gilleman peint ses premières toiles, et s'établit rue Belliard à Bruxelles. Il expose, une marine, pour la première fois au Salon de Bruxelles de 1872. En 1873, il participe au Salon d'Anvers. À cette époque, il peint à Heist, La Hulpe, Kalmthout et Anseremme, où est établie une colonie d'artistes en bord de Meuse.
En 1875, il est l'un des membres fondateurs du cercle artistique La Chrysalide. En mars 1884, il devient membre de la société Les Hydrophiles, fondée au début de l'année, et membre de leur jury d'acceptation et de placement. À partir de 1888, il pratique essentiellement l'aquarelle, avant de quitter Bruxelles pour se retirer à Genappe vers 1890.
Célestin Gilleman, alors employé, meurt célibataire, à l'âge de 63 ans, en son domicile rue du Bourg à Genappe.

## Œuvres

### Expositions triennales
- Salon de Bruxelles de 1872 : La Rue du Moulin à Dieghem et Environs de Bruxelles, hiver[7].
- Salon d'Anvers de 1873 : Paysage à La Hulpe et Canal de Willebroek[3].
- Salon de Gand (XXIXe) de 1874 : Étude à Genappe (aquarelle)[8].
- Salon de Bruxelles de 1875 : Départ de bateaux de pêche à Heyst[9].
- Salon d'Anvers de 1876 : Willebroeksche vaart[10].
- Salon de Gand (XXXe) de 1877 : Champ de blé à Droogenbosch et La Senne aux environs de Bruxelles[11].
- Salon de Gand (XXXIe) de 1880 : Bousval, effet de neige[12].
- Salon de Bruxelles de 1881 : Coin de l'étang à La Hulpe[13].
- Salon de Gand de 1883 (XXXIIe) : La Rivière d'argent à La Hulpe et Marais de Zeelhem (Campine)[14].
- Salon de Bruxelles de 1884[15].
- Salon de Gand (XXXIIIe) de 1886 : À La Hulpe, printemps[16].
- Salon de Bruxelles de 1887 : Pensées (pastel)[17].

### Expositions aux salons indépendants
- Première exposition de La Chrysalide (1876)[18].
- Exposition au Cercle artistique et littéraire de Bruxelles du 3 février 1880[19].
- Quatrième exposition de La Chrysalide (1881)[20].
- Première exposition du cercle Les Hydrophiles (1884)[21].
- Quatrième exposition du cercle Les Hydrophiles (1887)[22].